# 筑後川温泉
筑後川温泉（ちくごがわおんせん）は、福岡県うきは市（旧浮羽郡浮羽町、旧国筑後国）にある温泉。

## 泉質
- 単純温泉
- 硫黄泉
- 放射能泉
  - 源泉温度34〜44℃

## 温泉街
筑後川の中州に温泉街が広がり、6軒の旅館が存在する。歓楽的な要素はあまりない。
西側に存在する原鶴温泉同様、筑後川での鵜飼いが有名である。

## 歴史
開湯は1955年（昭和30年）である。川の水がぬるい場所があったことから、ボーリングを実施して温泉を掘り当てた。
開湯から13年後の1968年（昭和43年）11月19日には、国民保養温泉地に指定されている。

## アクセス
- 鉄道 : 久大本線筑後大石駅より徒歩29分もしくはタクシーで約5分（2.3㎞）。
- 高速道路 : 大分道杷木ICより県道52号経由で約3分（1.2km）。福岡・天神から高速道路を使い1時間以内に行ける。
- バス : 西鉄バス杷木バス停より徒歩14分（1.3㎞）。